# Mistrzostwa Świata w Zapasach 2000
48. Mistrzostwa Świata w Zapasach odbyły się w dniach 1-3 września 2000 roku w Sofii, startowały w nich tylko kobiety. Zawody miały miejsce w Hali Uniwersjada. Reprezentantki Japonii triumfowały w klasyfikacji medalowej mistrzostw z dorobkiem pięciu medali (w tym dwóch złotych) a także klasyfikacji punktowej wśród reprezentacji. 

## Kobiety

### Styl wolny
| Kategoria wagowa |                        |                   |                 |
| ---------------- | ---------------------- | ----------------- | --------------- |
| 46 kg            | Iryna Merłeni          | Inga Karamczakowa | Carol Huynh     |
| 51 kg            | Hitomi Sakamoto        | Patricia Miranda  | Ida Hellström   |
| 56 kg            | Seiko Yamamoto         | Tetiana Łazarewa  | Jennifer Ryz    |
| 62 kg            | Nikola Hartmann-Dünser | Reina Iwama       | Stéphanie Gross |
| 68 kg            | Kristie Marano         | Anna Szamowa      | Tomoe Miyamoto  |
| 75 kg            | Christine Nordhagen    | Edyta Witkowska   | Kyōko Hamaguchi |

## Ranking drużynowy
| Poz. | Styl wolny kobiet | Styl wolny kobiet |
| Poz. | Drużyna           | Pkt               |
| ---- | ----------------- | ----------------- |
| 1    | Japonia           | 48                |
| 2    | Rosja             | 34                |
| 3    | Kanada            | 31                |
| 4    | Ukraina           | 27                |
| 5    | Stany Zjednoczone | 25                |
| 6    | Niemcy            | 20                |
| 7    | Polska            | 19                |
| 8    | Szwecja           | 18                |
| 9    | Francja           | 13                |
| 10   | Bułgaria          | 13                |

## Tabela medalowa
| Poz. | Państwo           |   |   |   | Łącznie |
| ---- | ----------------- | - | - | - | ------- |
| 1    | Japonia           | 2 | 1 | 2 | 5       |
| 2    | Ukraina           | 1 | 1 | 0 | 2       |
| 2    | Stany Zjednoczone | 1 | 1 | 0 | 2       |
| 4    | Kanada            | 1 | 0 | 2 | 3       |
| 5    | Austria           | 1 | 0 | 0 | 0       |
| 6    | Rosja             | 0 | 2 | 0 | 2       |
| 7    | Polska            | 0 | 1 | 0 | 1       |
| 8    | Niemcy            | 0 | 0 | 1 | 1       |
| 8    | Szwecja           | 0 | 0 | 1 | 1       |